# روب ديلاني (لاعب كرة قاعدة)
روب ديلاني (بالإنجليزية: Rob Delaney)‏ هو لاعب كرة قاعدة أمريكي، ولد في 8 سبتمبر 1984 في ويستوود في الولايات المتحدة.

## وصلات خارجية
- روب ديلاني على موقع دوري كرة القاعدة الرئيسي (الإنجليزية)
- روب ديلاني على موقعبيزبول رفرنس.كوم (الدوري الرئيسي) (الإنجليزية)
- روب ديلاني على موقعبيزبول رفرنس.كوم (الدوري الثانوي) (الإنجليزية)
- روب ديلاني على موقع مشجعي الرسوم البيانية (الإنجليزية)